# (6225) Hiroko
(6225) Hiroko est un astéroïde de la ceinture principale.

## Description
(6225) Hiroko est un astéroïde de la ceinture principale. Il fut découvert le 1er mars 1981 à Siding Spring par Schelte J. Bus. Il présente une orbite caractérisée par un demi-grand axe de 2,21 UA, une excentricité de 0,03 et une inclinaison de 5,3° par rapport à l'écliptique.

## Compléments